# Foch (cruzador)
O Foch foi um cruzador pesado operado pela Marinha Nacional Francesa e a terceira embarcação da Classe Suffren, depois do Suffren e Colbert, e seguido pelo Dupleix. Sua construção começou em junho de 1928 no Arsenal de Brest e foi lançado ao mar em abril do ano seguinte, sendo comissionado na frota francesa em dezembro de 1931. Era armado com uma bateria principal composta por oito canhões de 203 milímetros montados em quatro torres de artilharia duplas, tinha um deslocamento carregado de mais de treze mil toneladas e alcançava uma velocidade máxima de 32 nós.
O Foch começou servindo no Mar Mediterrâneo e em 1935 foi para a Grécia a fim de proteger interesses franceses durante um período de instabilidade. A Segunda Guerra Mundial começou em 1939 e o navio primeiro caçou corsários alemães no Oceano Atlântico e então participou de um bombardeio contra o litoral italiano. A França foi derrotada no final junho de 1940 e ele permaneceu atracado em Toulon até novembro de 1942, quando foi deliberadamente afundado para não ser tomado pelos alemães. Seus destroços foram reflutuados pelos italianos em 1943 e desmontados.